# ويليام جيمس كينيدي
ويليام جيمس كينيدي هو فلاح وسياسي كندي، ولد في 9 يونيو 1857، وتوفي في 22 ديسمبر 1912.